# Oakdale, Wisconsin
Oakdale är en ort i Monroe County i delstaten Wisconsin, USA.